# Villasabariego de Ucieza
Villasabariego de Ucieza es una de las pedanías del municipio de Valde-Ucieza, en la comarca de Tierra de Campos a su paso por la provincia de Palencia, comunidad autónoma de Castilla y León, en España.

## Coordenadas
- Latitud: 42°22′59″ N
- Longitud: 4°34′0″ O
- Altitud: 816 metros sobre el nivel del mar.

## Historia
A la caída del Antiguo Régimen la localidad se constituye en municipio constitucional y que en el censo de 1842 contaba con 50 hogares y 260 vecinos.
Hasta la reforma de la nomenclatura municipal de 1916 el municipio se llamaba simplemente Villasabariego. En dicha fecha su nombre fue modificado por el de Villasabariego de Ucieza.
Entre los censos de 1920 y 1930 se integró en el término municipal de Valde-Ucieza, contaba entonces con 71 hogares y 316 habitantes.

## Demografía
| Gráfica de evolución demográfica de Villasabariego de Ucieza entre 1842 y 1930 |
| |
| Población de derecho según los censos de población del INE Población de hecho según los censos de población del INEEn este censo se denominaba Villasavariego: 1842 En estos censos se denominaba Villasabariego: 1857, 1860, 1877, 1887, 1897, 1900 y 1910 Entre el censo de 1940 y el anterior, este municipio desaparece porque se agrupa en el municipio 34192 (Valde Ucieza) |

Evolución de la población en el siglo XXI
| Gráfica de evolución demográfica de Villasabariego de Ucieza entre 2000 y 2020 |
|                                                                                |
| Población de derecho (2000-2020) según el padrón municipal del INE             |

## Patrimonio
- Iglesia de La Asunción: iglesia parroquial de ladrillo y mampostería, que tiene una sola nave con crucero. En su interior, varios son los retablos barrocos que se conservan, destacando el mayor, que es del siglo XVI.

## Fiestas
- San Isidro: 15 de mayo.
- Santa Lucía: 13 de diciembre.
- Transfiguración de Jesús, el segundo domingo de agosto.